# Orlando Jones
Orlando Jones, född 10 april 1968 i Mobile, Alabama, är en amerikansk skådespelare. Han har medverkat i över 60 film- och TV-produktioner.
Han föddes i Mobile i Alabama, men växte senare också upp i Mauldin i South Carolina.

## Filmografi, urval
- 1992 – Dotter på vift (TV-serie) (gästroll)
- 1997 – MADtv (TV-serie)
- 1999 – Office Space
- 1999 – Magnolia
- 1999 – Liberty Heights
- 2000 – Chain of Fools
- 2001 – Evolution
- 2002 – The Time Machine
- 2003 – De utvalda
- 2007 – Primeval
- 2009 – Falskt alibi
- 2013 – Sleepy Hollow (TV-serie)
- 2016 – The Book of Love
- 2017 – Mandela - en kamp för frihet (TV-serie)